# Cousin, Cousine
Cousin, Cousine (DDR-Titel: Cousin und Cousine) ist eine Liebeskomödie von Jean-Charles Tacchella, die in Frankreich am 19. November 1975 Kinostart hatte und der Erfolgsfilm der Saison 1975/1976 wurde. 1989 kam eine Neuverfilmung unter dem Titel Seitensprünge (Cousins) in die Kinos.

## Handlung
Marthe und der Tanzlehrer Ludovic (Cousine und Vetter, beide unglücklich in ihrer Ehe) lernen sich auf der Hochzeitsfeier von Marthes Mutter Biju (sie heiratet Gobert) kennen und schließen Freundschaft. Sie treffen sich regelmäßig auf Familienzusammenkünften, ihr Verhältnis ist zunächst rein platonisch. Erst als ihre jeweiligen Ehepartner Pascal und Karine (er ein notorischer Schürzenjäger, sie am Rande des Nervenzusammenbruchs), die eine Affäre miteinander pflegen, misstrauisch werden, denken auch sie an ein Zusammenleben, was sie dann am Weihnachtsabend den anderen verkünden.

## Sonstiges, Preise
Der Film lief in den USA ab dem 25. Juli 1976 und war dort der größte Erfolg eines französischen Films seit Ein Mann und eine Frau von Claude Lelouch 1966 und bis Ein Käfig voller Narren von Édouard Molinaro 1979. In der Bundesrepublik kam er am 16. September, in der DDR am 23. Dezember 1977 in die Kinos.
1977 erhielt der Film drei Oscar-Nominierungen: für das Beste Drehbuch, den Besten fremdsprachigen Film und für Marie-Christine Barrault als Beste Schauspielerin. Tacchella war 1976 auch für den César als bester Regisseur und für das Drehbuch nominiert sowie Victor Lanoux als Bester Schauspieler. Doch allein Marie-France Pisier gewann einen César als Beste Nebendarstellerin. 1977 war der Film außerdem als bester ausländischer Film für den Golden Globe nominiert. 1975 gewann er den Prix Louis Delluc und 1977 den Preis als bester ausländischer Film der Filmkritikervereinigung von Kansas City.

## Kritik
„Genau beobachtet, mit Sinn für Details, ironischem Witz und bemerkenswerter Frische inszeniert: ein Film, der, oberflächlich gesehen, nicht mehr als satirisch angehauchte Unterhaltung bietet, hintergründig aber die Frage nach Sinn und Bestand der Ehe stellt.“